# Schokk
Schokk, він же Діма Бамберґ (справжнє ім'я — Дмітрій Федорович Ґінтер; народився 11 грудня 1980, Октябрськ) — російськомовний реп-виконавець, художник, актор. Колишній учасник лейблу Rap Woyska, один із засновників і колишній учасник лейблу Vagabund, а також колишній артист лейбла Phlatline.
Мав численні конфлікти з різними реп виконавцями, що вплинуло на його репутацію як скандального баттл-репера.
У 2022 році підтримав російську агресію проти України.

## Ранні роки
Дмитро Хінтер народився в Казахській РСР в місті Октябрськ (нині Кандиагаш) у сім'ї батька-німця та матері-єврейки. Батько — підприємець, а мачуха домогосподарка. У 1996 році у Дмитра з'явились великі проблеми із законом: він був судимий за напад на правоохоронні органи. Сім'я іммігрувала до Німеччини, місто Бамберг, де Дмитро жив до вересня 2012 року (пізніше він переїхав до Берліну).

## Музична кар'єра

### 2007—2010: Rap Woyska Records
У 2007 році у соціальні мережі Myspace познайомився з реп виконавцем Іваном Махаловим, більш відомим як Czar. Іван послухав пісні Дмитра і запропонував йому записати спільний трек російською мовою, і в той же вечір Дмитро написав свій перший російськомовний трек під назвою «Два удара». Після знайомства з репером Czar Дмитро вступив в реп-групу і лейбл Rap Woyska Records, у склад якої від самого початку входили два виконавці: Czar та 1.Kla$. У 2008 році йому пропонують вступити в Optik Russia. Під час цього Schokk робить гучні висловлювання в сторону майже кожного відомого репера в Росії. У своїх треках він висловлював презирство і неповагу до російського репа, висміював його традиції і виконавців, твердив всім, що російський реп треба міняти.
В 2008 році Schokk знайомиться з реп виконавцем Oxxxymiron, і вони починають співпрацювати і робити спільні концерти. В той же Schokk поступово віддаляється від лейблу Rap Woyska Records.
В 2009 році Дмитро починає співпрацювати з німецькою фольклорним німецьким гуртом Kellerkommando ставши його головним реп-солістом. Після багаторазових концертних виступів по Німеччині KellerKommando та Schokk випускають міні-альбом Dei Mudder sei Hut. Незабаром після цього, Schokk віддаляється від гурту в зв'язку зі створенням свого лейблу.
В 2010 році Schokk покинув об'єднання Rap Woyska Records. Причиною цього була сварка з Іваном Махаловим. Останній почав тісніше співпрацювати з реп-гуртом Ginex з якими, в той же час, був конфлікт із Schokk. Після чого він, в одному зі своїх треків виразив невдоволення щодо цієї ситуації. Відповіддю Івана був спільний трек з Ginex під назвою «Apocalypse». В підсумку зав'язується ще одна «реп-битва» за правду, яка протягом року втихомирилась.
Перебуваючи у складі тріо, Дмитро випускає 5 мікстейпів: трилогію Disscography, N.B.O.T.B. та Schizzo.

### 2010—2011: Співпраця з Oxxxymiron та випуск дебютного альбому
В цьому ж, 2010 році Schokk, Oxxxymiron та Ваня Ленін (справжнє ім'я — Іван Карой) створюють лейбл під назвою Vagabund (з нім. — «Скитальник»). Восени 2010 року Schokk та Oxxxymiron відправляються у невеликий тур по декільком країна СНД. Тур був названий «Октябрьские события». Паралельно з цим починається конфлікт з Schokk'a з Czar.
18 червня відбувся перший реліз лейблу Vagabund — інтернет-сингл «То густо, то пусто», котрий складався з 4 пісень, враховуючи 2 реміксів. 15 вересня відбулись релізи альбомів «С большой дороги» Schokk та «Вечный жид» Oxxxymiron.
Восени 2011 року команда Vagabund знову відправляються в тур по країнам СНД, який триває майже 3 місяця. Тією ж осені після московських подій — зустрічі Дмитра і Мирона з репером Ромою Жиганом — з Vagabund виходить Oxxxymiron.

### 2011: Розпад Vagabund
28 жовтня 2011 року московська шавка Рома Жиган увірвався в супроводженні озброєних десяти людей (учасників Слов'янського Союзу) в знімну квартиру Дмитра і Мирона для вияснень відносин. Рома Жиган і люди в масках понесли тілесні каліцтва Дмитру та Мирону, знімаючи все це на відеокамеру. За допомогою погроз Жиган змусив Мирона та Дмитра вибачитись за сказані слова в його адресу.
30 жовтня 2011 року Schokk та Oxxxymiron дають свій останній концерт в Санкт-Петербурзі, після чого Мирон зняв відео, в якому каже, що покидає Vagabund.

### 2012—2014: Підписання контракту з Phlatline, новий псевдонім і випуск чотирьох мікстейпів
На початку 2012 року Дмитро розділив свою творчість на дві гілки: Ya та Schokk. Як стверджує сам виконавець, йому набридло постійні конфлікти і сварки, зв'язані з псевдонімом Schokk. А тому, він все почав з чистого листа, взяв псевдонім Ya, хоча сам Дмитро додає:
Якщо мені захочеться когось образити або принизити, то Я завжди зможу це зробити завдяки Шокку, але до Ya це ніяк не відноситись не буде.
4 березня вийшов відеокліп на пісню «Блудный сын». 2 жовтня 2012 року відбувся реліз мікстейпу Input/Output.
20 травня 2013 року вийшов відеокліп на спільну з Птахою пісню «На интерес».
В серпні 2013 року підписав контракт з Phlatline.
23 вересня опублікував першу частину («День 1»: Ya) мікстейпу «Записки сумасшедшего» і відеокліп на пісню «Грязь» з другої частини мікстейпа «Записки сумасшедшего». 24 і 25 вересня виходять відповідно друга частина («День 2»: Schokk) і третя («День 3»: Chabo) частина мікстейпу «Записки сумасшедшего». Таким чином Дмитро показав себе в трьох різних альтер его. У записі взяли участь такі виконавці, як Kate Nova, Maxat, Mic Chiba та DJ Maxxx. Згодом Schokk пояснив, що Chabo був вигаданий спонтанно і є пародією на альтер его репера ST1M — Billy Milligan.
26 вересня на офіційному сайті Phlatline вийшов повний мікстейп «Записки сумасшедшего» і розповідь про його створення від лиця Schokk. 29 вересня в Москві проходить презентація мікстейпу. Артиста Phlatline підтримали DJ Maxxx, Mic Chiba та Kate Nova.
31 березня 2014 року відбувся реліз відеокліпу на пісню «Rapelektroschokk 2» з мікстейпу Meister Franz. Реліз самого мікстейпу відбувся 2 травня 2014 року.
15 вересня відбувся реліз сумісного мікстейпа з Elias Fogg Leichenwagen. Це останній реліз Дмитра, де основна маса пісень — баттл-реп.

### 2015—2017: альбом XYND, незавершена трилогія «Голод» / «Лёд» / «КУШ» та покидання Phlatline
Після спільного мікспейта з Elias Fogg Leichenwagen(2014), який був повністю баттл-релізом, Schokk вирішує вийти з під жанру баттл-реп і починає писати XYND.
17 липня 2015 року був випущений другий студійний альбом Шокка під назвою Xynd (стилізоване Hund — з нім. «Пес»).
21 грудня 2016 року відбувся реліз третього студійного альбому виконавця «Голод. Часть 1», який є першим в трилогії, і був анонсований сіквел — його четвертий студійний альбом «Лёд. Часть 2».
29 червня 2017 спільний Gera Berlin кліп на трек «HHP», в якому стала відома дата виходу другої частини з трилогії альбомів Schokk'a. Вихід альбому «Лёд. Часть 2» відбувся 14 липня 2017 року.
11 липня 2017 року Хінтер в своїй Instagram-обліковці анонсував п'ятий студійний альбом «КУШ. Часть 3», який є третім і заключним альбомом в трилогії. Осінню Schokk відправляється в тур під назвою «Табор уходит в Ghetto», який так і не було завершено, по словам самого Дмитра, із-а непрофесійності його менеджменту в обличчі лейблу Phlatline. 7 березня 2018 року артист опублікував публічне письмо, в якому назвав Phlatline «кладовищем артистів», а також розповів про причини, що призвели до того, що він зажадав розірвання контракту з лейблом.

### 2018: альбом Para та зміна псевдоніму і жанру
Випуск альбому «КУШ. Часть 3» відкладався із-а затримки зі сторони лейблу. Замість цього 20 квітня 2018 року Schokk випустив альбом Para, що складався з 13 треків.
Влітку цього року Schokk одружився і повідомив, що готує новий альбом в стилі інді-рок.
12 жовтня 2018 року під новим псевдонімом Дима Бамберг вийшов максі-сингл «На свет», що складався з двух композицій в стилі постпанк.
24 січня 2019 року Дмитро випустив ще один сінґл з майбутнього альбому — «Дегенеративное искусство». Ця робота — нова версія однойменного реп хіта Schokk'а та Oxxxymiron'a, але в постпанк-обробці.
28 березня він випускає останній сінґл з майбутнього альбому — «Батут».
21 липня 2019 Бамберг випустив альбом «Вторая собака», що складається з 12 пісень.
13 листопада 2020 року випустив перший сінґл з нового альбому «Тиннитус» і анонсував вихід свого нового альбому.
27 листопада 2020 року виходить альбом «старший сын», що складається з 11 пісень.
26 листопада 2021 року випускає свій трек «GESTALT» у відповідь треку «Кто убил Марка?» від Oxxxymiron'а, а потім и випускає відеокліп на нього.
3 грудня 2021 року випустив сінґл з майбутнього міні-альбому — «Ciao Ciao, Baby!».
10 грудня 2021 року виходить міні-альбом «Ciao Ciao, Baby!», що складається з 4 пісень.

## Конфлікти та інциденти
Schokk мав чисельні конфлікти з іншими реперами.

### Рома Жиган
Ще до інциденту 2011 року, Schokk писав дісси на Рому Жигана, такі як «Прости Россия», мінус в якому він взяв з треку Роми Жигана, «GETDAFAKKUP», «Шансон 2».
На одному з концертів Schokk пропонує Ромі особисто зустрітись, та обговорити всі питання. [Архівовано 10 листопада 2021 у Wayback Machine.]
28 жовтня 2011 року Рома Жиган увірвався в супроводженні озброєних десяти людей (учасників Слов'янського Союзу) в знімну квартиру Дмитра і Мирона для вияснень відносин. Рома Жиган і люди в масках понесли тілесні каліцтва Дмитру та Мирону, знімаючи все це на відеокамеру. За допомогою погроз Жиган змусив Мирона та Дмитра вибачитись за сказані слова в його адресу.

27 жовтня 2021 року, конфлікт було одностороннє закінчено після проведення бою з Ромою Жиганом у московському «Главклубе». Де Дмитро вийшов переможцем, з рахунком 2:1. А потім прокоментував свою перемогу:
У мене не було почуття, що він – серйозний супротивник. Я боявся, та вів себе обережно, бо я не боєць і це мій перший бій. Знав, що виграю. Реваншу не буде, для мене це закрита тема.
Не вважаю, що добре бився, я не боєць, але подивіться на Жигана. Для будь-якого пацана, який бився тут до мене, це блогерський цирк – і це правда. Я закрив гештальт, але не битиму себе в груди: «Дивіться, я побив Рому Жигана»
4 листопада перед виходом боя у мережу Schokk випускає свій дісс на Рому Жигана.
10 листопада бій виходить у мережу.

### Україна
8 серпня 2017 року, виконавця було додано до бази «Миротворець» за "антиукраїнську пропаганду".

Потім протягом деякого часу, Дмитро передивився свою позицію щодо України та написав допис, у якому зізнався, що мав обмежений ресурс інформації та інтелектуально не був готовим зрозуміти те, що відбувається. Таким чином він попросив вибачення в українців.
Мені часто пишуть і нагадують про те, що під час майданських подій я тримався іншої позиції. Так, це було так. В мене був обмежений ресурс інформації (російське телебачення поруч із батьком на дивані). Так в моєму житті сталось - оточення моє почало змінюватись, що призвело до невеликого у мені інтелектуального росту. Це дозволило мені багато речей переосмислити. Звичайно, можна мене дорікнути у "перевзуванні", але, чи є у цьому сенс, якщо людина змінюється до кращого і приймає вірну позицію, визнаючи свої помилки? Українці, ви пробачите діда?

### Російсько - Українська війна 2022 року
Після нападу Росії на Україну 24 лютого 2022 року, прийняв позицію російської влади з позовами до знищення українців. Використовує свої інформаційні сторінки для розпалювання українофобії,  в дописах вказує що він руський, через що й має право ненавидити "ворогів росії". Повторює тезиси російської пропаганди.

## Дискографія
| Рік  | Назва                                        | Примітка                     |  |
| ---- | -------------------------------------------- | ---------------------------- |  |
| 2011 | «С большой дороги»                           |                              |  |
| 2015 | «XYND»                                       |                              |  |
| 2016 | «Голод. Часть 1»                             |                              |  |
| 2017 | «Голод. Часть 1» (Deluxe Edition)            |                              |  |
| 2017 | «Лёд. Часть 2»                               |                              |  |
| 2018 | «Para»                                       |                              |  |
| 2019 | «Вторая Собака»                              | під псевдонімом дима бамберг |  |
| 2020 | «старший сын»                                | під псевдонімом дима бамберг |  |
| 2022 | «Л.О.Н (Лидер отрицательной направленности)» |                              |  |

| Рік  | Назва                | Примітка                       |
| ---- | -------------------- | ------------------------------ |
| 2011 | «Dei Mudder sei Hut» | спільно з гуртом Kellerkomando |
| 2011 | «То густо, то пусто» | спільно з Oxxxymiron           |
| 2021 | «Ciao Ciao, Baby!»   | під псевдонімом дима бамберг   |

| Рік  | Назва                                | Примітка                |
| ---- | ------------------------------------ | ----------------------- |
| 2007 | «Disscography»                       |                         |
| 2008 | «Disscography 2»                     |                         |
| 2009 | «N.B.O.T.B.» (New Beef On The Block) |                         |
| 2010 | «Disscography 3 Final»               |                         |
| 2010 | «Schizzo»                            |                         |
| 2011 | «Operation Payback»                  |                         |
| 2012 | «Input/Output»                       |                         |
| 2013 | «Записки сумасшедшего»               | як, Ya / Schokk / Chabo |
| 2014 | «Meister Franz»                      |                         |
| 2014 | «Leichenwagen»                       | спільно з Elias Fogg    |

| Рік  | Назва                               | Примітка                           |
| ---- | ----------------------------------- | ---------------------------------- |
| 2015 | «Преступление и наказание»          |                                    |
| 2016 | «Das Beste vom internationalen Rap» | пісня «Регентаг»                   |
| 2017 | «Мясорубка»                         |                                    |
| 2017 | «Black Hits 2017»                   | пісня «Wut»                        |
| 2018 | «ПУШКА»                             | пісня «ЯНГ ЯИП»                    |
| 2018 | «ПУШКА, Ч. 2»                       | пісня «Ещё один смерч»             |
| 2019 | «ОКТЯБРЬ 2018»                      | пісня «Ещё один смерч»             |
| 2019 | «ПУШКА, Ч. 3»                       | пісня «батут» (як дима бамберг)    |
| 2020 | «Изоляция»                          | пісня «мф:21:12» (як дима бамберг) |

## Відеографія

### Відеокліпи
| - 2008 — «NRS» / «New Russian Standard» (уч. I.G.O.R. и 1.Kla$) - 2009 — «100 Bars» - 2009 — «Next Mixtape Promo Video» - 2010 — «Ar-Side Diss» - 2010 — «Hip-hop hero» - 2010 — «Mit Hut» (за уч. Kellerkommando) - 2011 — «То густо, то пусто» (за уч. Oxxxymiron) - 2011 — «HRS» / «Holz Russen Slang» - 2011 — «Frei» (за уч. Maxat, FiST & I.G.O.R.) - 2011 — «Intro» («С большой дороги») - 2012 — «Блудный сын» / «The Lost Son» (за уч. She-Raw) - 2012 — «Мясорубка» - 2012 — «Input/Output» - 2012 — «Прогулка II» - 2012 — «Холодный мир» - 2013 — «На интерес» (за уч. Зануда) - 2013 — «Ливень» - 2013 — «Крик III» - 2013 — «Intro» / «Интро» («Записки сумасшедшего») - 2013 — «Грязь» - 2013 — «Unkonventionell Berlin» - 2013 — «9 утра» (за уч. Kate Nova) - 2013 — «Crapdevil» - 2013 — «Crapdevil 2» | - 2014 — «Rapelektroschokk II» - 2014 — «Yeah & AA» - 2014 — «Barbarossa 2.0» (за уч. Sirius & Elias Fogg) - 2014 — «Outro» (Meister Franz; за уч. Kate Nova) - 2014 — «Крик IV» - 2014 — «Момент #1» - 2014 — «До дна» (за уч. Kate Nova) - 2014 — «Момент #3» - 2014 — «Минимализм» (за уч. Elias Fogg) - 2014 — «Ты ненастоящий» (за уч. Elias Fogg) - 2014 — «Мы кидаем камни» - 2016 — «Синие ирисы» (за уч. Шура Кузнецова) - 2016 — «Голод» - 2017 — «Свитер Рубчинского \| Раунд» - 2017 — «Hype» (за уч. Jollo) - 2017 — «Шпана» - 2017 — «В Африке Дети Не Носят Palace» (за уч. REDO) - 2017 — «HHP» (за уч. Gera Berlin) - 2017 — «Аддлибы» (за уч. Rigos) - 2017 — «Вопросы \| Так надо» - 2017 — «Тупакалипс» (за уч. Adamant) |

## Фільмографія
| Рік  | Назва                    | Роль               | Коментар             |
| ---- | ------------------------ | ------------------ | -------------------- |
| 2013 | «Unkonventionell Berlin» |                    | (Був перерваний)     |
| 2021 | «Schokk. Исповедь»       | У ролі самого себе | Документальний фільм |

## Нагороди
- Альбом «Голод» заняв 49-е місце у списку найкращих вітчизняних альбомів 2017 року по версії російського порталу The Flow[31].
- Спільно з гуртом Kellerkommando перемогли музичну нагороду Creole – Global Music Contest[de].
- Переможець у загальнодоступних голосуваннях Hip-hop.ru Awards:
  - Awards 2010 [Архівовано 28 травня 2017 у Wayback Machine.] у номінації «Лучший mixtape» — 3 місце;
  - Awards 2011 [Архівовано 7 жовтня 2021 у Wayback Machine.] у номінації «Лучший EP/Single» — 2 місце;
  - Awards 2013 [Архівовано 27 жовтня 2021 у Wayback Machine.] у номінації «Лучший mixtape» — 3 місце;
- Номінований на загальнодоступних голосуваннях Hip-hop.ru Awards:
  - Awards 2009 [Архівовано 30 березня 2017 у Wayback Machine.] у номінації «Лучшее Хип-Хоп Видео(Клип)»; «Лучшее Хип-Хоп Видео(Передача, Выступление, Фестиваль)» «Лучший Mixtape/EP/Single»;
  - Awards 2010 [Архівовано 28 травня 2017 у Wayback Machine.] у номінації «Лучшая группа/тусовка»; «Лучший Хип-Хоп исполнитель» «Лучший концерт, фестиваль, событие»;
  - Awards 2011 [Архівовано 28 травня 2017 у Wayback Machine.] у номінації «Лучшее видео (клип)», «Лучший mixtape»;
  - Awards 2012 [Архівовано 28 травня 2017 у Wayback Machine.] у номінації «Лучший mixtape»;
  - Awards 2013 [Архівовано 27 жовтня 2021 у Wayback Machine.] у номінації «Исполнитель года», «Лучшее видео (клип)»;
  - Awards 2014 [Архівовано 10 листопада 2021 у Wayback Machine.] у номінації «Исполнитель года», «Лучшее видео (клип)», «Лучший Mixtape/EP/Single».

## Концертні тури
- 2009 — без назви (за уч. Oxxxymiron)
- 2010 — «Октябрьские события» (за уч. Oxxxymiron)
- 2011 — Тур в підтримку міні альбому Dei Mudder sei Hut (за уч. Kellerkommando)
- 2011 — Vagabund Tour (за уч. Oxxxymiron) (був перерваний)
- 2014 — #Schokktology
- 2016 — «Из тишины» за уч. Никола Мельников, Марина Кацуба, Шура Кузнецова і музичного колективу New Classic Band.
- 2017 — «Табор уходит в Ghetto» (був перерваний)
- 2019 — «YTPO ТУР»